# 名古屋市電公園線
公園線（こうえんせん）は、かつて愛知県名古屋市に存在した、名古屋市電の路線（路面電車）の一つである。同市中区東部にあった新栄町停留場と、同区中央部にあった上前津停留場を結んだ。ここでは、上前津停留場と大須停留場を結んでいた御黒門線（おくろもんせん）ついても記述する。
市中心部の環状線を形成する路線の一つで、鶴舞公園や大須への足として利用された。公園線は1910年（明治43年）、御黒門線は翌1911年（明治44年）の開業である。1970年（昭和45年）・1972年（昭和47年）の2度に分けて全線が廃止された。

## 路線概況
全長は公園線が2.579キロメートル、御黒門線が0.420キロメートル（1962年3月末時点）。全線が複線かつ併用軌道であった。
公園線の起点は新栄町停留場である。広小路通（愛知県道60号）の新栄町交差点に位置した停留場で、公園線を含む市電3路線が集まる地点であった。具体的には、東西の広小路上にあった栄町線に加え、南北方向の路線として葵町線と公園線があり、交差点から北へ伸びる市道平田新栄町線に葵町線が、南へ伸びる市道新栄老松町線に公園線がそれぞれ敷設されていた。また交差点には栄町線と公園線・葵町線の平面交差に加え栄町線東側（今池方面）と公園線を繋ぐ複線の連絡線が存在した。
太平洋戦争後の戦災復興計画によって新設された幅員50メートルの幹線道路（広路11号葵町線）が市電が通る市道に並行しており、市電通りは戦後裏道と化していた。この市道葵町線は新栄町付近では市電通りの西にあるが、白山町停留場南側にて東側へと出る。この交差部分は市道葵町線側に中央分離帯があり、市電通り側を走る自動車は中央分離帯に阻まれて直通できない構造である。しかし線路部分に限って分離帯に開口部があり、電車は市道葵町線を横断していた。
戦後復興に際し整備された100m道路の若宮大通との交差点には老松町停留場があった。戦前は市電千早線と交差していた地点でもあたる。また交差点北側に老松車庫（老松電車運輸事務所）が設置されていたが、1950年（昭和25年）という比較的早い時期に閉鎖されている。老松町の次の大学病院前停留場手前にて市電は市道葵町線へと合流する。
市道葵町線や市道堀田高岳線（空港線）、市道大池通（大須通）が交差する鶴舞公園前交差点には鶴舞公園停留場が存在した。市道葵町線で北東方向から交差点に入った公園線は、ここから大須通を西へと進んでいく。空港線上には市電高岳延長線（北側）・東郊線（南側）が通っており、交差点には平面交差に加えて東郊線（高辻方面）と公園線西側（上前津方面）を繋ぐ複線の連絡線があった。交差点東側には中央本線鶴舞駅があり、その奥には鶴舞公園が広がる。
大須通を西進し新堀川にかかる記念橋を渡ると、最大33パーミルの上り勾配で熱田台地を登る。その先、大津通と交差する上前津交差点には上前津停留場が位置した。ここは公園線の終点であり、御黒門線の起点でもある。御黒門線は公園線から引き継ぐ形で、引き続き大須通を西へ向かう。また上前津停留場は南北方向の大津通上にある熱田線との交差地点であり、ここにも平面交差に加えて御黒門線と熱田線南側（金山橋方面）を繋ぐ連絡線が存在した。
御黒門線は起点上前津停留場の次が終点の大須停留場という短い路線である。大須停留場は本町通と交差する大須交差点にあり、大須通を引き続き西へ進む岩井町線に接続した。停留場名にある「大須」地区は戦前から昭和30年代にかけては名古屋市内随一の繁華街であった地であり、停留場のある本町通沿いにもアーケード街が伸びている。

## 歴史

### 公園線の開業

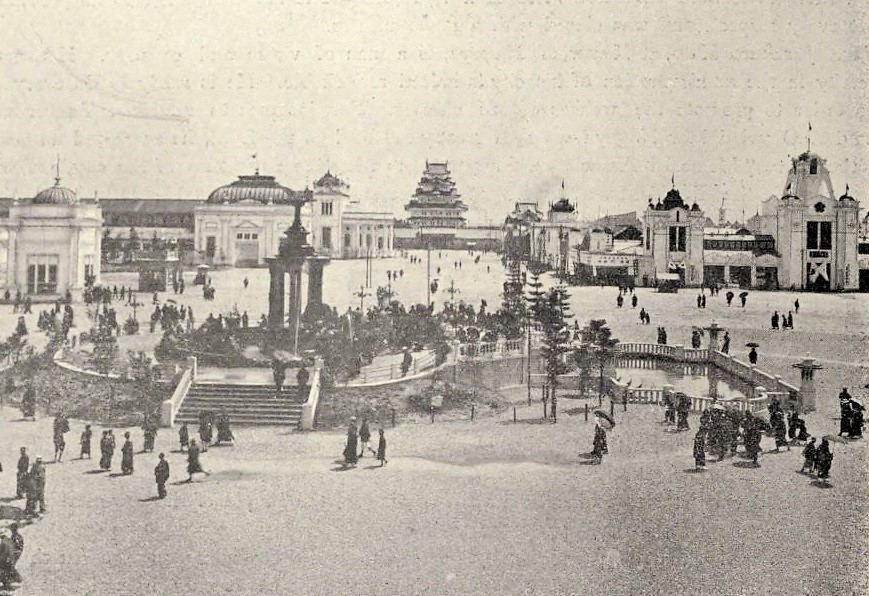
鶴舞公園における第10回関西府県連合共進会の様子

1909年（明治42年）、当時は御器所村の一部であった水田地帯を埋立て「鶴舞公園」が造成された。翌1910年（明治43年）に、3月から6月にかけてこの鶴舞公園にて開催された第10回関西府県連合共進会は、名古屋市の商工業を急激に発展させたとされる。
共進会開催を翌年に控えた1909年3月、鶴舞公園へのアクセス改善と都市化が進む前津小林地区（1896年編入の新市域）の道路改善を目的に、公園道路の整備が決まった。公園道路の概要は、中区新栄町6丁目より東田町・白山町・愛知郡千種町西南部・御器所村大字御器所・中区前津小林を経て上前津（大津通）へ至るというものであった。この公園道路は1909年末までに竣工している。またその間の同年10月、千種町・御器所村のうち沿道地域（中央本線以西）と鶴舞公園造成部分が新たに名古屋市へと編入された。
上記公園道路には計画段階から路面電車敷設が予定されていた。事業を担ったのは1898年（明治31年）より市内線を走らせる名古屋電気鉄道で、1909年5月21日付で新栄町6丁目と上前津町の間の軌道敷設特許を取得した。同区間すなわち公園線は名古屋港へ向かう築港線とともに共進会会場へのアクセス路線として建設が進められ、1910年2月23日、鶴舞公園経由で栄町線新栄町停留場と熱田線上前津停留場を結ぶ路線として開業をみた。

### 御黒門線の開業
上前津の西、多くの寺院が集まる大須地区は、江戸時代より門前町として発展し、明治以降は映画館・劇場などが集まり名古屋随一の繁華街であった。大須地区のうち、江戸期の幹線道路本町通沿いの地域を門前町という。公園線開業後の1910年10月28日、名古屋電気鉄道は上前津町からこの門前町（6丁目）までの軌道敷設特許を取得した。
そして公園線開業翌年の1911年（明治44年）6月9日、上前津停留場と門前町停留場（後の大須）の間で御黒門線が開業した。

### 市営化とその後
1922年（大正11年）8月1日、名古屋電気鉄道市内線10路線を名古屋市が買収・市営化し名古屋市電気局（後の交通局）が引き継いだことで名古屋市電が成立した。これにより新栄町 - 門前町間は名古屋市電の路線の一つとなったが、市営化段階では「御黒門線」の路線名はなく「公園線」もそれが指す区間が異なっていた（下記#公園線の区間について参照）。
市営化時、公園線・御黒門線では線内折返し（門前町 - 新栄町間）の運転系統と新栄町から先へ平田町経由にて行幸線明道橋（後の明道町）まで伸びる運転系統の2つが運転されていたが、「コ」の字型の後者の系統は門前町から西へ伸びる岩井町線などの開通に伴い1924年（大正13年）3月より名古屋駅前を発着する循環系統となった。この循環系統は以後太平洋戦争後の一時期を除いて1970年（昭和45年）まで運転が続くことになる。
また鶴舞公園から南へ伸びる東郊線（1923年開業）と直通する、岩井町線水主町 - 東郊線堀田（堀田駅前）間の運転系統が1928年（昭和3年）3月に新設されている。太平洋戦争後も東郊線直通系統が残っており、名古屋駅前と瑞穂区方面（堀田駅前や新瑞橋）を結ぶ系統が公園線を経由した（#運転系統参照）。

### 廃止
名古屋市電は1950年代後半に最盛期を迎えたが、そこから間もない1961年には市営地下鉄の建設と引き替えに1985年（昭和60年）までにおおむね撤去するという方針が国の都市交通審議会で示された。交通局では国の指針を背景に、事業の大幅な赤字化や、より郊外へ伸びる市営バスとの競合、自動車の普及による交通事情の変化など市電を取り巻く環境が変化したとして、地下鉄建設推進・バスの拡充と市電の段階的廃止を盛り込んだ「名古屋市交通事業の5カ年計画」を1965年（昭和40年）3月に発表するに至る。計画では1969年度までの5年間で廃止すべきとして7線区計23.3キロメートルを取り上げ、公園線の一部に葵町線を加えた平田町 - 新栄町 - 鶴舞公園間間2.7キロメートルについても1969年度（昭和44年度）に廃止すべきとした。廃止理由は別途バスを運行することで十分輸送できる、というものであった。
1970年（昭和45年）4月1日、葵町線平田町 - 新栄町間とともに公園線新栄町 - 鶴舞公園間1.6キロメートルは廃止された。最終営業日にあたる3月31日には、鶴舞公園停留場にて当該区間のサヨナラ式が挙行されている。
部分廃止に先立つ1967年1月、交通局は先の「5カ年計画」を延長した「交通事業の長期計画」を策定し、1975年度までの市電全廃を決定していた。さらに翌1968年12月には市電全廃の時期を1973年度に前倒しした。全廃決定により、公園線残存区間の鶴舞公園 - 上前津間については、一挙に16.5キロメートルがまとめて廃止された1972年（昭和47年）3月1日付の路線廃止にて全線廃線となっている。ここでも廃止前日の2月29日、上前津停留場にて地元有志による記念品贈呈式が挙行された。

### 公園線の区間について
名古屋市の統計によると、名古屋電気鉄道時代、1915年末時点では「公園線」は上前津 - 新栄町間の2.700キロメートルを指し、上前津 - 門前町間0.443キロメートルについては「黒門線」とされていたが、翌1916年末の段階では新栄町 - 門前町間3.133キロメートルを「公園線」としている。
次いで1919年末の段階では、「公園線」の範囲は赤塚 - 門前町間の4.710キロメートルに伸びている。1922年8月の名古屋市電成立時も同様に赤塚 - 門前町間が「公園線」とされていた。
市営化後、1923年末時点では、赤塚 - 門前町間は新栄町 - 平田町間の葵町線、平田町 - 赤塚間の山口町線、そして新栄町 - 門前町間の公園線に分割されている。さらに3年後の1926年末時点では、「公園線」は新栄町 - 上前津間の2.579キロメートルへと戻り、上前津 - 門前町間0.4196キロメートルは「御黒門線」と称する。

## 停留場
廃線前の段階で、公園線・御黒門線には以下の計8停留場が設置されていた。
| 停留場名                              | キロ程 (km) | 所在地                  | 位置・備考                              |
| ------------------------------------- | ----------- | ----------------------- | --------------------------------------- |
| 新栄町（しんさかえまち）              | 0.0         | 中区新栄町6丁目         | 新栄町交差点付近                        |
| 白山町（はくさんちょう）              | 0.5         | 中区老松町4丁目         | 市道葵町線交差点の北側                  |
| 老松町（おいまつちょう）              | 1.0         | 中区老松町8丁目         | 千代田五丁目・新栄一丁目交差点付近      |
| 大学病院前 （だいがくびょういんまえ） | 1.4         | 中区老松町11丁目        | 名大病院西交差点付近                    |
| 鶴舞公園（つるまこうえん）            | 1.6         | 中区鶴舞町・大池町6丁目 | 鶴舞公園前交差点付近                    |
| 大池町（おおいけちょう）              | 2.0         | 中区大池町4丁目         | 中警察署交差点付近                      |
| 上前津（かみまえづ）                  | 2.6 0.0     | 中区岩井通4丁目・3丁目  | 上前津交差点付近 御黒門線・公園線の境界 |
| 大須（おおす）                        | 0.4         | 中区岩井通3丁目・2丁目  | 大須交差点付近                          |

### 停留場の変遷
（この節の出典はいずれも『日本鉄道旅行地図帳』7号57頁である）
- 1910年2月23日 - 公園線開通に伴い、新栄町 - 上前津間に東田町三丁目・白山橋・東陽町・板橋町・鶴舞公園・海前・大池・笠取を新設。
- 1911年6月9日 - 御黒門線開通に伴い、裏門前町・門前町を新設。
- 1913年ごろ - 八事電車道を新設（東陽町 - 板橋町間）。
- 1913年3月27日 - 記念橋を新設（大池 - 笠取間）。
- 大正初期 - 板橋町を病院前に改称。
- 1918年11月1日 - 東田町三丁目・大池・笠取・裏門前町を廃止。病院前を大学病院前に、八事電車道を老松車庫前に改称。
- 大正後期 - 白山橋を白山前に改称。
- 1928年1月6日 - 門前町を大須に改称。
- 1930年3月24日 - 海前を商工会議所前に改称。
- 1944年3月1日 - 商工会議所前を大池町に改称。
- 1944年5月13日 - 東陽町・記念橋を廃止。
- 1944年ごろ - 大池町を休止。
- 1946年9月21日 - 大池町再開。
- 1949年7月15日 - 老松車庫前を老松町、白山前を白山町に改称。
- 1970年4月1日 - 東側区間廃線により新栄町・白山町・老松町・大学病院前を廃止。
- 1972年3月1日 - 南側区間廃線により鶴舞公園・大池町・上前津を廃止。

### 接続路線
- 市電
  - 新栄町停留場
    - 栄町線：1910年 - 1967年
    - 葵町線：1915年 - 1970年

  - 老松町停留場 - 千早線：1930年 - 1944年
  - 鶴舞公園停留場
    - 高岳延長線：1923年 - 1972年
    - 東郊線：1925年 - 1972年

  - 上前津停留場 - 熱田線：1910年 - 1968年
  - 大須停留場 - 岩井町線：1923年 - 1972年
- 地下鉄
  - 新栄町停留場 - 東山線新栄町駅：1960年 - 1970年
  - 上前津停留場 - 名城線上前津駅：1967年 - 1972年
- 国鉄線
  - 鶴舞公園停留場 - 中央本線鶴舞駅（公園口）： 1937年 - 1972年
  - 大学病院前停留場 - 中央本線鶴舞駅（名大病院口）： 同上

## 運転系統

### 1937年時点
1937年（昭和12年）8月時点において公園線・御黒門線で運行されていた運転系統は以下の通り。〔太字〕で示した範囲は線内を走行する区間を指す。
- 大須 - 鶴舞公園・新栄町間
  - 名古屋駅前 - 柳橋 - 水主町 -〔大須 - 上前津 - 鶴舞公園 - 新栄町〕- 平田町 - 菊井町 - 名古屋駅前
  - 尾頭橋 - 水主町 -〔大須 - 上前津 - 鶴舞公園 - 新栄町〕- 平田町 - 赤塚 - 大曽根
  - 六反小学校前 - 水主町 - 〔大須 - 上前津 - 鶴舞公園〕- 高辻 - 堀田駅前
- 大須 - 上前津間
  - 浄心前 - 明道橋 - 柳橋 - 水主町 -〔大須 - 上前津〕- 熱田伝馬町 - 内田橋
  - 浄心前 - 菊井町 - 名古屋駅前 - 柳橋 - 水主町 -〔大須 - 上前津〕- 熱田伝馬町
- 新栄町 - 上前津間
  - 大曽根 - 赤塚 - 平田町 -〔新栄町 - 鶴舞公園 - 上前津〕- 熱田伝馬町 - 内田橋
  - 覚王山 - 今池 -〔新栄町 - 鶴舞公園 - 上前津〕- 熱田伝馬町

### 1952年時点
1952年（昭和27年）3月時点において公園線・御黒門線で運行されていた運転系統は以下の通り。〔太字〕で示した範囲は線内を走行する区間を指す。
- 3号系統：名古屋駅前 - 笹島町 - 水主町 -〔大須 - 鶴舞公園 - 新栄町〕- 平田町 - 東片端 - 菊井町 - 名古屋駅前
- 14号系統：尾頭橋 - 水主町 -〔大須 - 鶴舞公園 - 新栄町〕- 平田町 - 赤塚 - 大曽根
- 30号系統：名古屋駅前 - 笹島町 - 水主町 -〔大須 - 鶴舞公園〕- 高辻 - 堀田駅前
- 35号系統：笹島町 - 水主町 -〔大須 - 鶴舞公園〕- 高辻 - 桜山町

### 1961年以降
1961年（昭和36年）4月時点において公園線・御黒門線で運行されていた運転系統は以下の通り。〔太字〕で示した範囲は線内を走行する区間を指す。
- 3号系統：名古屋駅前 - 笹島町 - 水主町 -〔大須 - 鶴舞公園 - 新栄町〕- 平田町 - 東片端 - 菊井町 - 名古屋駅前
- 30号系統：名古屋駅前 - 笹島町 - 水主町 -〔大須 - 鶴舞公園〕- 高辻 - 堀田駅前
- 35号系統：名古屋駅前 - 笹島町 - 水主町 -〔大須 - 鶴舞公園〕- 高辻 - 桜山町 - 新瑞橋
- 80号系統：八熊通 - 尾頭橋 - 水主町 -〔大須 - 鶴舞公園 - 新栄町〕- 平田町 - 赤塚 - 大曽根 - 上飯田

上記4系統のうち、まず名古屋駅前発着循環系統の3号系統および八熊通 - 上飯田間の80号系統が公園線・葵町線鶴舞公園 - 平田町間の廃線に伴い1970年（昭和45年）4月1日付で消滅する。うち80号系統については代替として鶴舞公園前 - 上飯田町間の市営バス128号系統が新設されている。一方30号系統・35号系統は1972年3月1日付の全線廃止まで存続した。

## 利用動向

### 1959年調査
1959年（昭和34年）6月11日木曜日に実施された市電全線の利用動向調査によると、公園線・御黒門線内8停留場の方向別乗車人員・降車人員ならびに停留場間の通過人員は下表の通りであった。
| 停留場名   | 乗車人員  | 乗車人員  | 乗車人員 | 降車人員  | 降車人員  | 降車人員 | 停留場間通過人員 | 停留場間通過人員 |
| 停留場名   | ▼南・西行 | ▲北・東行 | 合計     | ▼南・西行 | ▲北・東行 | 合計     | ▼南・西行        | ▲北・東行        |
| ---------- | --------- | --------- | -------- | --------- | --------- | -------- | ---------------- | ---------------- |
| 新栄町     | 2,438     | 終点      | (15,772) | 起点      | 2,300     | (15,670) | 7,981            | 8,108            |
| 白山町     | 615       | 789       | 1,404    | 751       | 553       | 1,304    | 7,981            | 8,108            |
| 白山町     | 615       | 789       | 1,404    | 751       | 553       | 1,304    | 7,845            | 7,872            |
| 老松町     | 548       | 668       | 1,216    | 670       | 558       | 1,228    | 7,845            | 7,872            |
| 老松町     | 548       | 668       | 1,216    | 670       | 558       | 1,228    | 7,723            | 7,762            |
| 大学病院前 | 708       | 1,152     | 1,860    | 1,247     | 798       | 2,045    | 7,723            | 7,762            |
| 大学病院前 | 708       | 1,152     | 1,860    | 1,247     | 798       | 2,045    | 7,184            | 7,408            |
| 鶴舞公園   | 4,902     | 2,778     | (14,527) | 2,524     | 3,866     | (13,467) | 7,184            | 7,408            |
| 鶴舞公園   | 4,902     | 2,778     | (14,527) | 2,524     | 3,866     | (13,467) | 13,686           | 12,826           |
| 大池町     | 1,136     | 574       | 1,710    | 804       | 1,111     | 1,915    | 13,686           | 12,826           |
| 大池町     | 1,136     | 574       | 1,710    | 804       | 1,111     | 1,915    | 14,018           | 13,363           |
| 上前津     | 2,373     | 3,910     | (15,088) | 3,497     | 2,256     | (14,339) | 14,018           | 13,363           |
| 上前津     | 2,373     | 3,910     | (15,088) | 3,497     | 2,256     | (14,339) | 12,894           | 11,709           |
| 大須       | 終点      | 1,228     | (2,325)  | 1,419     | 起点      | (2,545)  | 12,894           | 11,709           |

- 備考
  - 新栄町・鶴舞公園・上前津・大須の乗車人員・降車人員合計値は他線区の数値を含む。
  - 新栄町をまたいで葵町線（布池町以遠）と直通する乗客は、南行5,543人・北行5,808人。
  - 鶴舞公園をまたいで東郊線（東郊通一丁目以遠）と直通する乗客は、西行4,124人・東行4,330人。
  - 大須をまたいで岩井町線（西大須以遠）と直通する乗客は、西行11,475人・東行10,481人。

### 1966年調査
1966年（昭和41年）11月8日火曜日に実施された市電全線の利用動向調査によると、公園線・御黒門線内8停留場の方向別乗車人員・降車人員ならびに停留場間の通過人員は下表の通りであった。
| 停留場名   | 乗車人員  | 乗車人員  | 乗車人員 | 降車人員  | 降車人員  | 降車人員 | 停留場間通過人員 | 停留場間通過人員 |
| 停留場名   | ▼南・西行 | ▲北・東行 | 合計     | ▼南・西行 | ▲北・東行 | 合計     | ▼南・西行        | ▲北・東行        |
| ---------- | --------- | --------- | -------- | --------- | --------- | -------- | ---------------- | ---------------- |
| 新栄町     | 1,131     | 終点      | (7,156)  | 起点      | 1,008     | (7,157)  | 5,061            | 5,187            |
| 白山町     | 432       | 497       | 929      | 448       | 430       | 878      | 5,061            | 5,187            |
| 白山町     | 432       | 497       | 929      | 448       | 430       | 878      | 5,045            | 5,120            |
| 老松町     | 224       | 354       | 578      | 383       | 249       | 632      | 5,045            | 5,120            |
| 老松町     | 224       | 354       | 578      | 383       | 249       | 632      | 4,886            | 5,015            |
| 大学病院前 | 387       | 817       | 1,204    | 858       | 700       | 1,558    | 4,886            | 5,015            |
| 大学病院前 | 387       | 817       | 1,204    | 858       | 700       | 1,558    | 4,415            | 4,898            |
| 鶴舞公園   | 3,325     | 1,723     | (9,052)  | 1,594     | 2,481     | (8,557)  | 4,415            | 4,898            |
| 鶴舞公園   | 3,325     | 1,723     | (9,052)  | 1,594     | 2,481     | (8,557)  | 7,848            | 8,243            |
| 大池町     | 804       | 458       | 1,262    | 510       | 911       | 1,421    | 7,848            | 8,243            |
| 大池町     | 804       | 458       | 1,262    | 510       | 911       | 1,421    | 8,142            | 8,696            |
| 上前津     | 1,060     | 1,826     | (7,827)  | 1,642     | 1,181     | (7,780)  | 8,142            | 8,696            |
| 上前津     | 1,060     | 1,826     | (7,827)  | 1,642     | 1,181     | (7,780)  | 7,560            | 8,051            |
| 大須       | 終点      | 745       | (1,414)  | 700       | 起点      | (1,464)  | 7,560            | 8,051            |

- 備考
  - 新栄町・鶴舞公園・上前津・大須の乗車人員・降車人員合計値は他線区の数値を含む。
  - 新栄町をまたいで葵町線（布池町以遠）と直通する乗客は、南行3,930人・北行4,179人。
  - 鶴舞公園をまたいで東郊線（東郊通一丁目以遠）と直通する乗客は、西行1,702人・東行2,587人。
  - 大須をまたいで岩井町線（西大須以遠）と直通する乗客は、西行6,860人・東行7,306人。